# Human 2.0
Human 2.0 è un album in studio del gruppo musicale grindcore svedese Nasum, pubblicato nel 2000 dalla Relapse Records.

## Tracce
1. Mass Hypnosis – 1:03
2. A Welcome Breeze of Stinking Air – 1:40
3. Fatal Search – 0:27
4. Shadows – 2:24
5. Corrosion – 2:07
6. Multinational Murderers Network – 2:18
7. Parting Is Such Sweet Sorrow – 0:41
8. The Black Swarm – 1:22
9. Sixteen – 1:51
10. Alarm – 2:12
11. Detonator – 1:37
12. Gargoyles and Grotesques – 1:01
13. När dagarna... – 0:59
14. Resistance – 2:32
15. The Idiot Parade – 1:33
16. Den svarta fanan – 0:59
17. We're Nothing But Pawns – 0:49
18. Defragmentation – 1:42
19. Sick System – 0:18
20. The Professional League – 2:38
21. Old and Tired? – 1:12
22. Words to Die For – 2:03
23. Riot – 0:39
24. The Meaningless Trial – 1:02
25. Sometimes Dead Is Better – 2:57

## Formazione
- Mieszko Talarczyk - voce e chitarra
- Anders Jakobson - voce e batteria
- Jesper Liveröd - basso